# Långtjärnen (Överhogdals socken, Härjedalen, 690413-144712)
Långtjärnen är en sjö i Härjedalens kommun i Härjedalen och ingår i Ljusnans huvudavrinningsområde.